# (8823) 1987 WS3
(8823) 1987 WS3 — астероїд головного поясу, відкритий 24 листопада 1987 року.
Тіссеранів параметр щодо Юпітера — 3,351.